# 스타필로테르무스 헬레니쿠스
스타필로테르무스 헬레니쿠스는 스타필로테르무스속에 속하는 한 종이다.